# ستيفن كول (صحفي)
ستيفن كول (بالإنجليزية: Stephen Cole)‏ هو صحفي بريطاني، ولد في 29 مارس 1956 في هيرفورد في المملكة المتحدة.